# Остренко Віктор Якович
Ві́ктор Я́кович Остре́нко (* 10 квітня (28 березня) 1917, Катеринослав — † 6 жовтня 1994) — український вчений радянського часу, спеціаліст в царині металургії, член-кореспондент АН УРСР — 1978. Нагороджений орденом Трудового Червоного Прапора, лауреат Державної премії СРСР 1968 та 1979 років.

## З життєпису
1941 року закінчив Дніпропетровський металургійний інститут.
З 1947 року працює у Всесоюзному НДІ та конструкторсько-технологічному інституті трубної промисловості в Дніпропетровську.
Напрямки його наукової діяльності — розробка теорії і технології виробництва безшовних труб.
Має більше 40 патентів на винаходи.

## Джерело
- УРЕ
- Остренко Віктор Якович

| українська персоналія | Це незавершена стаття про особу, що має стосунок до України. Ви можете допомогти проєкту, виправивши або дописавши її. |